# Kenaupark

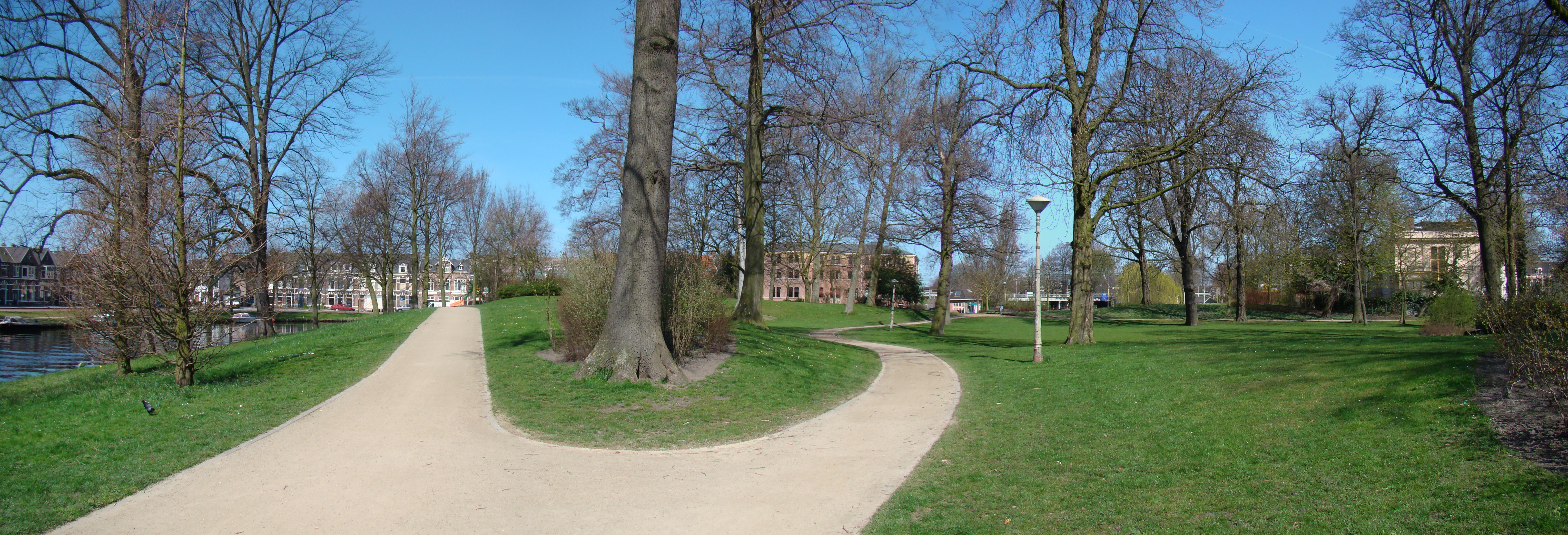
Het heuvelige deel achter de vila's aan de Kinderhuissingel

Het Kenaupark is een park in het centrum van de Nederlandse stad Haarlem. Het maakt deel uit van het bolwerk in de verdedigingswerken rond de oude stad. Het park is in 1865 ontworpen door Jan David Zocher. Het is genoemd naar Kenau Simonsdochter Hasselaer, vanwege haar vermeende rol in het Beleg van Haarlem (1572-1573).
In 1867 bouwde de Nederlandsche Maatschappij voor Grondcrediet uit Amsterdam de monumentale reeks van negen herenhuizen aan de oostzijde en de twee villa's aan Zijhuizen. In de begintijd resideerden in deze herenhuizen aanzienlijke Haarlemse families zoals Pahud de Mortanges, Burgemeester Van Lennep en Rasch (Kenaupark nr 30). Eind jaren dertig werd de villa op nr 6 verbouwd tot appartementen voor alleenstaande vrouwen, op initiatief van Emilie van Waveren-Resink, eind jaren vijftig gebeurde hetzelfde met de villa op nr 8. In meerdere van de voormalige villa's in het Kenaupark zijn in de loop van de 20e eeuw kantoren gevestigd.
Op 3 mei 1982 onthulde prinses Juliana er het bronzen beeld 'Vrouw in het verzet' van de in de Tweede Wereldoorlog vermoorde verzetsstrijdster Hannie Schaft, gemaakt door haar vriendin Truus Menger-Oversteegen.